# MilieuPrestatie Gebouwen
De MilieuPrestatie Gebouwen (MPG) geeft aan wat de milieubelasting is van de materialen die in een gebouw worden toegepast.
De werking is vastgelegd in de Nationale Milieudatabase, zoals de bepalingsmethode en de principes en parameters. De Algemene maatregel Besluit bouwwerken leefomgeving beschrijft in Artikel 4.159 (milieuprestatie) de rol van de MPG.